# Стороженки. Фамильный архив
«Стороженки. Фамильный архив» (рус. дореф. «Стороженки. Фамильный архивъ») — многотомный археографический сборник, составленный русскими историком и археографом Андреем Стороженко при участии его младшего брата Николая Стороженко и изданный ими за собственные средства. Содержал материалы по истории казацко-старшинского рода Стороженко за несколько веков. Издано 7 томов в период с 1902 по 1910 год в Киеве.

## История создания
С 1902 по 1910 год русский историк и археограф Андрей Стороженко совместно с братом Николаем занимался редакцией и изданием многотомного фамильного архива «Стороженки», содержащего историю рода Стороженко за несколько веков. В богатой отделке и на высоком уровне научной обработки тиражом 200 нумерованных экземпляров было издано 7 томов фамильного архива. В настоящее время оригиналы этого издания являются большой библиографической редкостью Всего было запланировано 8 томов, но 5-й том, в котором планировалось издать письма Николая Ильича Стороженко и Василия Горленко, ввиду недостатка финансовых средств опубликован не был.
Экземпляры этого издания были разосланы в Петербургскую академию наук, библиотеки крупнейших университетов Российской империи: Санкт-Петербургского, Московского, Харьковского, Юрьевского и Казанского; в Полтавский кадетский корпус, Русский исторический музей в Москве и др.

## Содержание
В сборнике собраны документы семейного архива рода Стороженко за несколько веков. Среди них — письма, купчие, а также такие документы, как универсалы гетманов Ивана Мазепы, Ивана Скоропадского, Данило Апостола.

## Оценки
Археографическая ценность данного архива высоко оценена специалистами, в частности, Дмитрием Багалеем, Александром Оглоблиным, Дмитрием Дорошенко, Вадимом Модзалевским, и в настоящее время он также представляет большое научное значение.